# Лафіна Марія Миколаївна
Марія Миколаївна Лафіна (7 травня 1993, Київ) — українська плавчиня, призерка Літніх Паралімпійських ігор. Майстриня спорту України міжнародного класу.
Займається плаванням у Київському регіональному центрі з фізичної культури і спорту інвалідів «Інваспорт». Користується кріслом колісним.
Дворазова чемпіонка та триразова бронзова призерка чемпіонату Європи 2014 року.
Срібна призерка чемпіонату світу 2015 року.
Чемпіонка (150 м кмп), багаторазова срібна призерка (100 м в/с, 50 м брас, 200 м в/с, 50 м в/с) чемпіонату Європи 2014 року.
На час змагань Літніх паралімпійських ігор у Ріо-де-Жанейро — магістрантка Університету «Україна».

## Державні нагороди
- Орден княгині Ольги III ст. (4 жовтня 2016) — За досягнення високих спортивних результатів на XV літніх Паралімпійських іграх 2016 року в місті Ріо-де-Жанейро (Федеративна Республіка Бразилія), виявлені мужність, самовідданість та волю до перемоги, утвердження міжнародного авторитету України[2]